# 정치현

정치현

정치현(Chi Hyun Chung, 1970년 3월 7일 ~ )은 한국계 볼리비아인 의사, 전도사, 정치인이다. 당적은 민중연대동맹이다. 2019년 볼리비아 대통령 선거에서 기독민주당 후보로 참여하여 9%(3위)의 표를 얻고 낙선했다. LGBT 공동체에 대한 가혹한 비판을 통해 언론의 주목을 받았다. 강경하고 보수적인 정책으로 인해 언론에서 "볼리비아의 보우소나루"라고 불렸다.

## 생애
정치현은 1970년 3월 7일, 대한민국 광주광역시에서 태어났다. 1976년 가족과 함께 서울로 이사했다. 얼마 후 한국 장로교 교회에서 정치현의 가족을 볼리비아에 선교사로 보냈다.
정치현은 그가 12살이던 1982년 볼리비아에 도착했다. 처음에는 수도인 라파스에 살았으나 곧 산타크루스데라시에라로 이사했다. 1988년 볼리비아-브라질 침례교 학교를 졸업하였다. 1989년 수크레에 있는 성 프란치스코 하비에르 대학교에 입학해 1995년 전문의 자격을 취득했다. 산타크루스데라시에라로 돌아와 고등교육 석사 학위와 보건 및 공중보건 관리 석사 학위를 취득했다.
정치현은 전문의 생활을 하면서 UCEBOL 클리닉 소장을 지냈으며, 볼리비아에 70개의 장로교 교회를 세웠다. 현재 볼리비아의 장로교 회장이다.